# WesternGeco
WesternGeco is een bedrijf gespecialiseerd in de geofysica. Het hoofdkantoor is gevestigd binnen het Schlumberger House. Dit bevindt zich op het terrein van Londen Gatwick Airport in Crawley, West Sussex, in Groot-Londen.
Het bedrijf doet aan reservoir imaging. Dit is het in kaart brengen van reservoirs. WesternGeco, dat een deel uitmaakt van Schlumberger, voert seismische onderzoeken met behulp van 3D- en time-lapsefotografie, elektromagnetische onderzoeken, en onderzoeken over de vooruitzichten, afbakening en het management van reservoirs uit.
Het bedrijf houdt zich bezig met seismische data-acquisitie over onder andere de manteltransitiezone en de zeebodem. Ook het verwerken van seismische data en elektromagnetische onderzoeken maken deel uit van het dagelijkse werk.

## Geschiedenis
WesternGeco, vroeger Western Geophysical werd opgericht in 1933.
Western Geophysical was een bedrijf, opgericht in Californië in 1933 door Henry Salvatori met als doel aardolie op te sporen door gebruik te maken van reflectieseismiek.
In 1960 werd het bedrijf verkocht aan Litton Industries. In 1987 werkte Litton Industries en Dresser Industries samen aan een gezamenlijke onderneming bestaande uit Wesern Geophysical en Dresser Atlas. De gezamenlijke onderneming kreeg de naam Western Atlas.
Western Atlas groeide uit tot een publiek bedrijf en kocht Halliburton Geophysical Service Incorporated, dat bestond uit Geophysical Service Incorporated, Geosource en nog verschillende andere bedrijfjes. In 1998 werd Western Atlas gekocht door Baker Hughes.
WesternGeco werd gevormd door de fusie van de 2 grootste wereldspelers op vlak van seismisch onderzoek, namelijk Western Geophysical en Geco-Prakla. Geco-Prakla was een bedrijf van Schlumberger.
In 2006 kocht Schlumberger Baker Hughes uit, zodat WesternGeco een dochteronderneming werd van Schlumberger.

## Vloot
Western Geophysical had reeds verschillende seismische onderzoeksschepen laten bouwen door de jaren heen. Deze kregen hun naam naargelang hun werklocatie.
- Western Anchorage en Western Glacier voor onderzoek aan de Westkust van de Verenigde Staten en Alaska.
- Western Cape en Western Cay voor onderzoek aan de Golf van Mexico.

Recentere schepen zoals de Western Trident en Western Neptune maken deel uit van de vloot sinds de overname van het bedrijf en de vorming van WesternGeco.